# 夢色のスプーン
「夢色のスプーン」（ゆめいろのスプーン）は、1983年に4月5日にビクター音楽産業（現：JVCケンウッド・ビクターエンタテインメント）より発売された飯島真理の1枚目のシングル。TVアニメ『スプーンおばさん』の主題歌であった。B面で同番組エンディング曲の「リンゴの森の子猫たち」についてもここで扱う。

## 収録曲
全作詞：松本隆、全作曲：筒美京平、全編曲：川村栄二
1. 夢色のスプーン
2. リンゴの森の子猫たち

## エピソード
公式プロフィールにおいてデビュー作は1983年9月のアルバム『Rosé』と記されており、飯島自身もそう認識しているが、その前に『スプーンおばさん』の主題歌でもある「夢色のスプーン」を収録したシングルが発売されているため、実質的にはこれが歌手としてのデビュー曲である。ただ、当時の飯島はこれがレコードになることも知らず頼まれて歌入れしたため、「あれが私のキャリアの中でどういう位置に置かれるかは私にもわかりません」と述べている。

## リンゴの森の子猫たち
1983年にNHK総合テレビで放送されたアニメ作品『スプーンおばさん』のエンディング・テーマとして発表され、同年4月5日、『スプーンおばさん』のオープニング・テーマ「夢色のスプーン」とのカップリングでシングルレコードが発売された。
同年6月 - 7月には同局の『みんなのうた』でも放送された。また、『みんなのうた』での放送の際は、アニメ『スプーンおばさん』の劇中の場面を編集した映像が使用された。
『みんなのうた』で放送される楽曲について同番組オリジナルの楽曲やNHKの児童向け番組に関連した楽曲が多くなっていった1980年代前半における代表曲のひとつとも評価されている楽曲である。